# Pareclipsis serratula
Pareclipsis serratula är en fjärilsart som beskrevs av Eugen Wehrli 1937. Pareclipsis serratula ingår i släktet Pareclipsis och familjen mätare. Inga underarter finns listade i Catalogue of Life.